# Ivan Gazulić
Ivan Gazulić, Ivan Gazul, lat. Johannes Gazulus, alb. Gjin Gazulli., Gjon Gazulli (oko 1400. – Dubrovnik, 19. veljače 1465.), hrvatski astronom i diplomat iz Dubrovnika. Redovnik dominikanac albanskog podrijetla. Bavio se i astrologijom. Humanist važan kao matematičar.

## Životopis
Završio je školu u Skadru [nedostaje izvor] i Dubrovniku gdje je stupio u dominikanski red. U dubrovačkom je dominikanskom samostanu živio i radio. Djelovao diljem Europe. Kao intelektualac skupljao je knjige još za studija u Padovi gdje je doktorirao 1430. godine filozofiju. Svoje je knjige oporukom ostavio u dubrovačkoj katedrali uz uvjet da se zbirku ne smije dijeliti nego mora ostati cjelovita i dostupna svima. Tako je postao osnivač dubrovačke javne knjižnice, što mu je bila namjera. Zbirka sadrži gramatička, retorička, poetska (diversa volumina librorum spectantia ad facultatem grammaticalem, rhetoricam et poeticam), teološka i djela o kanonskom pravu.
Glas uglednog astrologa doveo je 1459. do poziva hrvatsko-ugarskog kralja Matije Korvina Ivanu Gazulu za mjesto dvorskog astrologa, što Gazul nije prihvatio. Gazul je tvorac metode kojom je podijeljeno nebo na nebeske kuće. Metoda se naziva Gazulli-Campanova metoda, a Gazulov udio u toj metodi je računska razrada Campanusovog postupka podjele neba na te kuće, vrlo bitni dio horoskopa. Bila je poznata u dva velika europska grada. Utjecala je na jedan jednostavniji postupak određivanja nebeskih kuća, tzv. Regiomontanusov postupak.
Službovao kao diplomat Dubrovačke Republike. Posrednik u bitnim i osjetljivim diplomatskim poslovima za cara Žigmunda u talijanskim krajevima, zatim u Tarantu na kneževskom dvoru, kod slavonskog bana Matka Talovca te kod papa u Rimu, pape Eugena IV. i Nikole V.
Tijekom 1432. godine posjetio je dvor kralja Žigmunda Luksemburškoga kao izaslanik albanskih pobunjenika tražeći pomoć u borbi protiv Osmanskoga Carstva. Od 1433. je radio kao profesor u Padovi, a kao diplomat zastupao interese Dubrovačke Republike, Skenderbega, koji je vladao jednom kneževinom na teritoriju, koji danas pripada Albaniji. Zastupao interese Lješke lige. Njegov brat Pavao Gazulić (Pal Gazulli) također je bio diplomat u službi kod Skenderbega i Lješke lige. Dokumenti spominju i drugog Ivanovog brata, Andriju (Andrea Gazulli) kao prominentnog.
Utjecajan astronom. Jan Panonij (Ivan Česmički, Jan Panonac) molio je Ivana u pismu da mu pošalje neke astronomske sprave ("Ptolomejeve prstene"), što kazuje da ih nije bilo lako nabaviti u Ugarskoj, niti ih je tko znao ondje napraviti.  Autor više astronomskih rasprava. Služio se astronomskim naspravama koje je sam izradio ili naručio kod dubrovačkih majstora. Poznato Gazulićevo astronomsko djelo je De astrolabii utilitatibus (O koristi astrolaba).
Kao matematičar bio u kontaktu s velikim brojem svjetskih znanstvenika, posebice onodobnih matematičara i astronoma. Polemizirao je s matematičarem i liječnikom Johannesom Müllerom Königsbergerom (Regiomontanus, 1436. – 1476.). Regiomontanus ga stavlja u isti red s filozofom, teologom i prirodoslovcem, kardinalom Nikolom iz Cuesa. Gazulić je svoja djela slao učenim ljudima koji su bili u krugu kralja Matije Korvina, gdje su Hrvati bili najvažnije ljudstvo, poput velikovaradinskog biskupa i mađarskog primasa Ivana Viteza od Sredne te rečenog Ivana Česmičkog, pečuškog biskupa i hrvatskog bana, inače Vitezovog nećaka. Počevši od 1433. godine bio je profesor matematike i astronomije na Sveučilištu u Padovi.
Poznati hrvatski knjižničar Šime Jurić uvrstio ga je u svoju zbirku zaboravljenih hrvatskih latinista (uz njega su uvršteni Dobrić Dobrićević, Matija Vlačić Ilirik, Franjo Niger, Frane Petrić, Šimun Hvaranin).
Ne valja brkati Ivana Gazulića (Gjona Gazullija) s istoimenim albanskim katoličkim svećenikom Dom Gjonom Gazulijem kojeg je smaknuo režim Ahmeta Zogua 1927. godine.

## Vanjske poveznice
- Gazulli, Gjin Hrvatska enciklopedija